# Франсуа Орлеанський, принц де Жуанвіль
Франсуа Орлеанський, повне ім'я Франсуа Фердінанд Філіп Луї Марія Орлеанський, принц де Жуанвіль (фр. François Ferdinand Philippe Louis Marie d'Orléans, prince de Joinville; 14 серпня 1818 —16 липня 1900) — третій син французького короля Луї-Філіппа I Орлеанського.

## Біографія
У 1834 році вступив на флот. брав участь у багатьох морських експедиціях.
У 1845 командував експедицією проти Марокко.
У 1861 році, коли почалася війна між Північчю і Півднем в США, Жуанвіль разом зі своїм сином, герцогом де Пент'євр, і племінниками, графом Паризьким і герцогом Шартрським, де Жуанвіль брав участь у поході сіверян 1862 року.
У січні 1871 року за наказом Гамбетти був висланий з Франції. У лютому 1871 року, після скасування Декрету проти орлеаністів, був обраний в депутати, проте через глухоту брав лише незначну участь у політиці. В 1876 році відмовився від висування його кандидатури в президенти.
Жуанвіль надрукував у «Revue des Deux Mondes» ряд статей про французький флот (зібрані під заголовком «Études sur la marine et récits de guerre», 1859); «La Guerre d'Amérique, campagne du Potomac» (1872); «Encore un mot sur Sadowa» (1868) та інші. Почесний член Товариства французьких акварелістів.

## Нагороди
- Орден Почесного легіону (Франція)
  - великий хрест (10 лютого 1839)
  - кавалер (січень 1839)
- Орден Леопольда I, великий хрест (Бельгія)
- Орден Південного Хреста, великий хрест (Бразилія)[5]
- Орден Педру I (Бразилія)
- Орден Золотого руна (10 жовтня 1846, Іспанія)[5][6]
- Орден Карлоса III, великий хрест (1848, Іспанія)[6]
- Орден Святого Фердинанда та заслуг, великий хрест (Королівство обох Сицилій)[7]
- Орден Нідерландського лева, великий хрест (Нідерланди)
- Орден Святого Гробу Господнього Єрусалимського, великий хрест (Папська область)
- Орден Башти та Меча, великий хрест (Португалія)
- Орден Святого апостола Андрія Первозванного (Росія)[6]
- Орден Саксен-Ернестинського будинку, великий хрест (1864, Саксен-Кобург-Гота)

## Родина
З 1843 був одружений на Франсішці (1824 —1898), дочці імператора Бразилії Педру I.
Діти:
- принцеса Франсуаза Марія Амелія (14.08.1844-28.10.1925) — вийшла заміж за свого двоюрідного брата принца Роберта, герцога Шартрського, сина спадкоємця французької корони Фердинанда Філіппа, герцога Орленинського і принцеси Елени Макленбург-Шверинської, мали п'ятьох дітей;
- принц Пьер Філіпп Жан Марія (04.11.1845-17.08.1919) — герцог Пантьєвр, одружений не був, мав двох незаконнонароджених дітей;
- принц N (нар. і пом. 1849) — мертвонароджений син.